# 컴퓨터 온 모듈
컴퓨터 온 모듈(Computer-on-module, COM)은 단일 보드 컴퓨터(SBC)의 한 유형이자 임베디드 컴퓨터 시스템의 하위 유형이다. 시스템 온 칩(SoC) 및 시스템 인 패키지(SiP) 개념의 확장인 COM은 본질적으로 완전한 컴퓨터와 마이크로컨트롤러 사이에 위치한다. 이는 시스템 온 모듈(SOM)과 매우 유사하다.

## 설계
COM은 단일 인쇄 회로 기판 위에 구축된 완전한 임베디드 컴퓨터이다. 설계는 RAM, 입출력 컨트롤러 및 기능적인 컴퓨터가 되는 데 필요한 다른 모든 기능을 단일 보드에 포함한 마이크로프로세서를 중심으로 이루어진다. 그러나 단일 보드 컴퓨터와 달리 COM은 일반적으로 입출력 주변기기를 보드에 직접 연결하기 위한 표준 커넥터가 부족하다.
모듈은 일반적으로 버스를 표준 주변기기 커넥터로 연결하는 캐리어 보드(또는 "베이스보드")에 장착해야 한다. 일부 COM에는 주변기기 커넥터도 포함되어 있다. 일부는 캐리어 없이도 사용할 수 있다.
COM 솔루션은 임베디드 시스템에 필요한 저전력 소비 또는 작은 물리적 크기를 요구하는 소규모 또는 특수 애플리케이션에 사용할 수 있는 고밀도 패키지 컴퓨터 시스템을 제공한다. COM은 매우 콤팩트하고 고도로 통합되어 있어 멀티 코어 기술을 포함한 복잡한 CPU도 COM에 구현할 수 있다.
일부 장치에는 FPGA 구성 요소도 포함되어 있다. FPGA 기반 기능은 IP 코어로 COM 자체 또는 캐리어 카드에 추가할 수 있다. FPGA IP 코어를 사용하면 I/O 기능을 인쇄 회로 기판에 대한 광범위한 재배선 없이 특별한 요구 사항에 맞게 조정할 수 있으므로 COM 개념의 모듈성을 높일 수 있다.
"컴퓨터 온 모듈"은 "시스템 온 모듈(SOM)"이라고도 불린다.

## 역사
"컴퓨터 온 모듈" 및 "COM"이라는 용어는 VDC 리서치 그룹(구 벤처 개발 공사)이 이러한 종류의 임베디드 컴퓨터 보드를 설명하기 위해 만들었다.
검스틱스의 설립자이자 CEO인 고든 크루버그 박사는 다음으로 인식되는 COM 출시에 거의 18개월 앞서 최초의 COM을 만든 공로를 인정받고 있다.
검스틱스 ARM 리눅스 머신 번호는 2003년 9월 9일에 설립된 373번이고, 콘트론은 2005년 4월 18일에 설립된 735번이며, 키스 앤 코프(현재 SECO의 일부)는 2005년 6월 20일에 설립된 776번이다. 373번 미만의 보드들은 모듈이 아닌 더 크고 단일 보드 컴퓨터였는데, 예를 들어 스트롱ARM 기반의 작은 휴대용 장치인 이트시가 있다.
크루버그 박사가 확립한 빠른 개발 패러다임(COM + 확장 보드)은 그 이후로 첨단 개발의 핵심이었으며 전 세계 주요 소비자 제품 회사에서 사용되었다.
COM은 빠른 개발 노력이 필요한 전체 산업을 시작하는 데 유용하다는 것이 입증되었다. 예를 들어, 2005년 애플은 검스틱스 COM을 사용하여 오리지널 아이폰 개념을 테스트했다.

## 장점
캐리어 보드를 사용하는 것은 많은 경우에 이점이 있다. 특수 I/O 인터페이스, 메모리 장치, 커넥터 또는 폼 팩터를 구현할 수 있기 때문이다. 캐리어 보드와 COM의 설계를 분리하면 필요한 경우 설계 개념을 더욱 모듈화할 수 있다. 특수 애플리케이션에 맞춤화된 캐리어는 그 자체로 높은 설계 오버헤드를 수반할 수 있다. 실제 프로세서와 주요 I/O 컨트롤러가 COM에 위치한다면, 예를 들어 매우 특수화된 캐리어를 재설계할 필요 없이 CPU 구성 요소를 다음 세대로 업그레이드하는 것이 훨씬 쉽다. 이는 비용을 절감하고 개발 시간을 단축할 수 있다. 그러나 이것은 COM과 캐리어 간의 보드-투-보드 연결이 업그레이드 간에 호환되는 경우에만 작동한다.
기초부터 개발하는 대신 COM 제품을 사용하는 다른 이점으로는 시장 출시 시간(TTM) 단축, 위험 감소, 비용 절감, 다양한 CPU 선택, 고객 설계 요구 사항 및 시간 단축, 하드웨어 및 소프트웨어 개발 동시 수행 가능성 등이 있다.

## 같이 보기
- COM 익스프레스
- ETX (폼 팩터)
- Qseven
- XTX